# Томас Бертольд
Томас Бертольд (нім. Thomas Berthold, нар. 12 листопада 1964, Ганау, Німеччина) — колишній німецький футболіст, що грав на позиції захисника, півзахисника. По завершенні ігрової кар'єри — тренер.
Виступав, зокрема, за клуби «Айнтрахт» та «Штутгарт», а також національну збірну Німеччини. У складі збірної — чемпіон світу.

## Клубна кар'єра
Вихованець юнацьких команд футбольних клубів KEWA Wachenbuchen, SG Hochstadt-Wachenbuchen та «Айнтрахт».
Перед сезоном 1982/83 років був включений до основної команди «Айнтрахта» і 12 березня 1983 рік дебютував у чемпіонаті за клуб проти «Гамбурга» (0:3). 4 червня 1983 року забив перший гол у Бундеслізі проти «Фортуни» (Дюссельдорф) (1:5). Всього провів у рідній команді п'ять сезонів, взявши участь у 111 матчах чемпіонату. Більшість часу, проведеного у складі «Айнтрахта» (Франкфурт-на-Майні), був основним гравцем команди.
Згодом з 1987 по 1989 рік грав у складі італійської «Верони», після чого перейшов у «Рому», з якою він в 1991 році (в двох фіналах проти «Сампдорії») виграв Кубок Італії і в першому матчі 30 травня в Римі (3:1) забив один з голів. Також у тому сезоні команда досягла фіналу Кубка УЄФА, але тут у двоматчевому протистоянні «Рома» програла «Інтернаціонале».
У 1991 році Бертольд повернувся до Німеччини, де підписав контракт з «Баварією». Дебютував за клуб 3 серпня 1991 проти «Вердера» (1:1). У першому сезоні Томас зіграв 30 матчів у Бундеслізі і забив один гол, проте з приходом нового тренера Еріха Ріббека через конфлікт втратив місце в команді і за наступний сезон, в якому мюнхенський клуб став віце-чемпіоном Німеччини, не зіграв жодного матчу.
У тому ж році він перейшов у «Штутгарт» і дебютував за клуб 8 серпня 1993 року Бундеслізі знову проти «Вердера» (1:5). 1997 року з клубом він виграв Кубок Німеччини. 1998 року він вийшов з командою у фінал Кубка володарів Кубків, в якому «Штутгарт» програв «Челсі» (0:1). 8 квітня 2000 року у 28 турі він зіграв свій останній матч у Бундеслізі в домашньому матчі проти «Вольфсбурга» (2:5). Всього німецькому елітному дивізіоні він зіграв у 332 матчах і забив 22 голи. У червні 2000 року Бертольд залишив «Штутгарт».
З 15 січня 2001 року Бертольд підписав контракт до кінця сезону з клубом турецької Суперліги «Аданаспором». Коли за результатами сезону клуб займав останнє 18 місце, після чого Бертольд завершив професійну ігрову кар'єру.

## Виступи за збірну
10 вересня 1981 року Бертольд зіграв свій єдиний матч за юнацьку збірну ФРН U-18 проти однолітків з Франції. Після цього Бертольд зіграв п'ять матчів за молодіжну збірну U-21, вперше 27 березня 1984 року в Оснабрюку проти Радянського Союзу (1:1), останнього разу 11 березня 1986 року в Кобленці в матчі проти збірної Південної Кореї (0:0).
29 січня 1985 року дебютував в офіційних іграх у складі національної збірної Німеччини в товариському матчі проти збірної Угорщини (0:1). 30 квітня 1985 року в матчі відбору до чемпіонату світу 1986 року з Чехословаччиною (1:5) забив перший і єдиний гол в складі збірної.
1986 року Бертольд був у складі команди на чемпіонаті світу 1986 року у Мексиці, де разом з командою здобув «срібло». На турнірі Томас зіграв у матчах з Уругваєм (1:1), Шотландією (2:1), Данією (0:2), Марокко (1:0), Мексикою (0:0, 4:1 по пенальті) і програному фіналі з Аргентиною (2:3).
Через два роки Бертольд поїхав на домашній чемпіонат Європи 1988 року, де ФРН вилетіла у півфіналі.
1990 року Бертольд знову взяв участь у чемпіонаті світу 1990 року в Італії, здобувши того року титул чемпіона світу. На цей раз він зіграв всі матчі своєї команди: з Югославією (4:1), ОАЕ (5:1), Колумбією (1:1), Нідерландами (2:1), Чехословаччиною (1:0), Англією (1:1, 5:4 по пенальті) і Аргентиною (1:0).
1994 року Бертольд у третій раз у своїй кар'єрі зіграв на чемпіонаті світу 1994 року у США. Він зіграв в матчах з Болівією (1:0), Іспанією (1:1), Південною Кореєю (3:2), Бельгією (3:2) та Болгарією (1:2). Німеччина вилетіла з чвертьфіналу чемпіонату світу.
Після критичного інтерв'ю у журналі Der Spiegel, яке він дав наприкінці 1994 року, його більше не викликали до національної команди. Загалом протягом кар'єри у національній команді, яка тривала 9 років, провів у формі головної команди країни 61 матч, забивши 1 гол, 18 з яких Бертольд провів у фінальних частинах чемпіонатів світу.

## Кар'єра тренера
З 1 липня 2003 року по 14 березня 2005 року Бертольд очолював тренерський штаб клубу «Фортуна» (Дюссельдорф).
В подальшому став працювати у статусі футбольного телеексперта.

## Досягнення
- Володар Кубка Італії

«Рома»: 1990–91
- Володар Кубка Німеччини:

«Штутгарт»: 1996–97
Збірні
- Чемпіон світу: 1990
- Віце-чемпіон світу: 1986

## Особисте життя
Бертольд є веганом.